# Галібей Михайло Павлович
Михайло Павлович Галібей (нар. 22 серпня 1888, Єзупіль — 27 червня 1964, Окленд, штат Каліфорнія, США) — український галицький громадський, кооперативний діяч , підприємець. Делегат Української Національної Ради ЗУНР, представляв місто Львів. Делегат від Української національно-демократичної партії (УНДП) на Трудовий конгрес України у Києві в 1919 року .

## Життєпис
Народився 22 серпня 1888 року в містечку Єзупіль (тоді Королівство Галичини і Володимирії, Австро-Угорщина нині смт, Івано-Франківська область, Україна).
Мав торговельну освіту. Працював майстром-кахлярем. У міжвоєнний період — власник кахлярського заводу (фабрики) на Богданівці у Львові. Делегат Української Національної Ради ЗУНР, член центрального комітету Українського Національно-Демократичного Об'єднання (УНДО, 1928—1939 роки). Активний діяч українських товариств «Зоря», «Рідна школа», «Просвіта». Співзасновник і секретар Міщанського братства у Львові (1920—1930 роки), член ради директорів українського спортового товариства «Сокіл-батько» (1920—1928 роки), видавничої спілки «Діло» (1928—1939 роки), різних банків, кооператив. Опікувався школами, лікарнями. Автор статей про українське міщанство Львова в газеті «Діло». Від 1948 року в США.

## Родина

### Брати
- Адальберт-Юрій Галібей (бл.1884 — 13 червня 1919, Монастириська) — український греко-католицький священик, військовий капелан УГА, сотрудник о. Захарія Подляшецького; закатований польськими військовиками під час відступу в ході Чортківської офензиви УГА.[6]
- Степан Галібей (1881 — 1942, Станиславів) — учитель, інспектор шкіл, в 1918—1920 роках сотник УГА
- Іван Галібей (18 квітня 1894, містечко Устя-Зелене, тепер Монастириського району Тернопільської області — близько 1949) — український галицький греко-католицький священик, громадський діяч.

### Діти
- Дочка Галина була дружиною Осипа Мащака, крайового провідника ОУН на Львівщині[7].